# 崔逞
崔 逞（さい てい、生年不詳 - 399年）は、中国の前燕から北魏にかけての学者・政治家。字は叔祖。本貫は清河郡東武城県。

## 経歴
崔瑜の子として生まれた。若くして学問を好み、文才があった。五胡の乱のために父を失い、耕作しながら読書を怠らなかった。前燕の慕容暐のとき、郡により上計掾に推挙された。著作郎に任じられ、『燕記』の編纂にあたった。黄門侍郎に転じた。370年、前秦の苻堅が前燕を下すと、崔逞は斉郡太守となった。372年、尚書郎となった。383年、苻堅が淝水の戦いで敗れると、東晋の孝武帝により崔逞は清河平原二郡太守に任じられた。翟遼に捕らえられて、中書令に任じられた。392年、後燕の慕容垂が翟釗を滅ぼすと、崔逞は秘書監として任用された。397年（北魏の皇始2年）、慕容宝が和龍に逃れると、崔逞は中山に留まって吏部尚書をつとめた。慕容麟が即位すると、崔逞は妻子を捨てて北魏の道武帝に帰順した。張袞の推挙を受けて、尚書に任じられ、門下省で実務にたずさわった。まもなく御史中丞となった。
道武帝が中山を攻撃したが落とせず、魏軍の食糧が不足してきたが、民衆の多くが穀物を隠していたため徴発することができなかった。道武帝が食糧調達の方法を群臣に訊ねると、崔逞は「椹（クワの実）を取ると糧食の助けにできます。鴞（フクロウ）が飛んで椹を食べると音が変わると、『詩経』（魯頌／泮水）がそのことを賞賛しています」と答えた。道武帝は「敵をまだ平定できないのに、どうして兵士の武装を解いて林野に入らせ、椹を集めることができるのか」と激怒した。中山がまだ落ちなかったため、処罰を加えなかった。399年（天興2年）、後秦の姚興が東晋の襄陽を攻撃したため、襄陽の守将の郗恢が常山王拓跋遵のもとに援軍を請う使者を出し、拓跋遵が道武帝に報告した。道武帝は崔逞と張袞に返書を書かせたが、はじめ「賢兄は中原に虎歩を進め」と書かれていたので、道武帝は君臣の義にもとるとして書き直させた。次の返書には「貴主」と書かれていたため、道武帝は怒って崔逞を処刑した。
後に東晋の荊州刺史の司馬休之らが桓玄に追われて北魏に帰順しようとしたが、二手に分かれて一方は後秦に、一方は南燕に帰順した。道武帝がいぶかしんでそのわけを問うと、「休之らは北魏の朝廷に帰順しようと考えていたのですが、崔逞が殺されたと聞いて二国に逃れたのです」と従者たちが答えたので、道武帝は崔逞を殺したことを深く悔やんだ。

## 妻子

### 妻
- 張氏

### 子
7人の子があり、長子と次子は早くに亡くなった。
- 崔義
- 崔諲
- 崔禕
- 崔厳
- 崔賾

崔逞が北魏に帰順したとき、張氏と4人の子は冀州に留まり、慕容徳に帰順した。末子の崔賾のみが崔逞とともに北魏にあった。

## 伝記資料
- 『魏書』巻32 列伝第20
- 『北史』巻24 列伝第12